# Oroperipatus bimbergi
Oroperipatus bimbergi är en klomaskart som först beskrevs av Fuhrmann 1913.  Oroperipatus bimbergi ingår i släktet Oroperipatus och familjen Peripatidae. Inga underarter finns listade i Catalogue of Life.